# Hypnum dolomiticum
Hypnum dolomiticum là một loài Rêu trong họ Hypnaceae. Loài này được Milde mô tả khoa học đầu tiên năm 1864.